# Kanton Vitry-en-Artois
Vitry-en-Artois is een voormalig kanton van het Franse departement Pas-de-Calais. Het kanton maakt deel uit van het arrondissement Arras. In 2013 is het kanton opgeheven en is het opgesplitst in de kantons Arras-2 en Brebières.

## Gemeenten
Het kanton Vitry-en-Artois bestond uit de volgende gemeenten:
- Bellonne
- Biache-Saint-Vaast
- Boiry-Notre-Dame
- Brebières
- Cagnicourt
- Corbehem (Corbeham)
- Dury
- Étaing
- Éterpigny
- Fresnes-lès-Montauban
- Gouy-sous-Bellonne
- Hamblain-les-Prés
- Haucourt
- Hendecourt-lès-Cagnicourt
- Monchy-le-Preux
- Noyelles-sous-Bellonne
- Pelves
- Plouvain
- Récourt
- Rémy
- Riencourt-lès-Cagnicourt
- Rœux (Rode)
- Sailly-en-Ostrevent
- Saudemont
- Tortequesne
- Villers-lès-Cagnicourt
- Vis-en-Artois
- Vitry-en-Artois (hoofdplaats)